# National-Zeitung (1848–1938)
Die National-Zeitung war eine nationalliberale Tageszeitung in Berlin von 1848 bis 1910/1913. Danach erschien sie als 8 Uhr-Abendblatt bis 1938.

## Geschichte

### 1848–1879
Der Verleger Bernhard Wolff gründete zusammen mit dem Journalisten Theodor Mügge, dem Stadtrat Heinrich Runge, dem Pädagogen Friedrich Diesterweg, dem Privatdozenten Carl Nauwerck und dem Schriftsteller David Kalisch am 1. April 1848 die Berliner National-Zeitung. Als Produkt der Märzrevolution gilt sie als eines der frühesten Beispiele der parteibezogenen Meinungspresse einer gemäßigt liberalen Richtung. Dass sie die Revolutionszeit überdauerte, verdankt die National-Zeitung in erster Linie ihrer starken finanziellen Basis in Form einer Aktiengesellschaft mit einem Grundkapital von 10.000 Talern.
Als erste Zeitung Berlins brachte sie zwei Ausgaben täglich heraus und galt 1850 mit etwa 10.000 Abonnenten als eine der auflagenstärksten Zeitungen der Stadt. In diesem Jahr wurde sie durch den Verleger Bernhard Wolff käuflich erworben. Der Chefredakteur Friedrich Zabel hatte in den folgenden Jahrzehnten maßgeblichen Anteil am Erfolg.
Diese entwickelte sich in den 1860er Jahren zur Zeitung der Nationalliberalen Partei in Preußen.
1874 wurde die Spenersche Zeitung, eines der ältesten Blätter Berlins übernommen, wodurch über 10.000 zusätzliche Abonnenten gewonnen wurden. 1875 starb der langjährige Chefredakteur Friedrich Zabel.

### 1879–1908
Nach dem Tod von Bernhard Wolff im Mai 1879 ging sie in den Besitz von dessen Neffen Ferdinand Salomon über. Die journalistische Qualität sank in den folgenden Jahren.
Der Dichter Theodor Fontane beschrieb sie 1884 in einem privaten Brief

„Die Nat.-Ztgn. rangirt an Langeweile gleich hinter der Kreuz-Zeitung, natürlich ist alles feiner und gebildeter, aber man wird dieser Bildung nirgends froh. Das Meiste ist doch auch nur Blech und literarisch keineswegs auf der Höhe, vieles schrecklich dilletantenhaft (...).“

1890 wurde die National-Zeitung an eine Aktiengesellschaft von führenden Nationalliberalen verkauft. Da sie in den folgenden Jahren nicht mit der modernen Entwicklung im Zeitungswesen (Ullstein, Mosse) mithalten konnte, sanken die Auflagenzahlen weiter ständig. Mehrere finanzielle Unterstützungen durch die Nationalliberale Partei brachten bis 1908 keine Verbesserung.

### 1909–1938
Daraufhin wurde die Zeitung an den aus Wien kommenden Verleger Victor Hahn übergeben. Dieser änderte das Erscheinungskonzept vollständig und brachte sie  seit dem 1. Juli 1910 als 8 Uhr Abendblatt. National-Zeitung als erste Abendzeitung in Berlin heraus. Sie hieß ab dem nächsten Tag wieder National-Zeitung, die Form blieb aber erhalten. Seit 1913 entwickelte sie sich als 8 Uhr-Abendblatt. National-Zeitung zu einer der auflagenstärksten Tageszeitungen in Berlin der 1920er Jahre. 1938 wurde sie eingestellt.

## Persönlichkeiten
Herausgeber
- Bernhard Wolff, 1850–1879
- Ferdinand Salomon, 1879–1890
- Aktiengesellschaft, 1890–um 1909
- Victor Hahn, um 1909–1927

Chefredakteure
- Friedrich Zabel, 1849–1875
- Friedrich Dernburg, 1875–1890
- Siegfried Köbner, 1890–
- Arthur Dix, 1903–
- Victor Hahn, um 1909–nach 1929, 8 Uhr-Abendblatt

Weitere Mitarbeiter
- Julius Rodenberg, Mitgründer
- August Heinrich Hoffmann von Fallersleben
- Siegfried Samosch
- Franz Kugler
- Emilie Hüni